# Kirk Cousins
Kirk Daniel Cousins (Barrington, Illinois, 19 de agosto de 1988) é um jogador de futebol americano que atua como quarterback pelo Atlanta Falcons da National Football League.
Ele jogou Futebol americano universitário na Universidade de Michigan de 2009 a 2011 e foi selecionado pelo Washington Redskins na quarta rodada do Draft de 2012 da NFL. Originalmente selecionado para ser reserva do novato Robert Griffin III, ele foi um titular ocasional durante suas primeiras três temporadas com o time. Na pré-temporada de 2015, Cousins substituiu um Griffin machucado e permaneceu como o titular da equipe até a deixar após a temporada de 2017.
Durante seu tempo com os Redskins, ele estabeleceu vários recordes e foi selecionado para o Pro Bowl de 2017. Depois de dois anos incapazes de chegar a um acordo contratual com os Redskins, assinando dois franchise tag no processo, ele assinou um contrato de US$ 84 milhões garantido por três anos com o Minnesota Vikings em 2018. Este negócio fez dele o jogador mais bem pago em uma base anual na história da NFL. Em seis temporadas com os Vikings, ele foi selecionado três vezes para o Pro Bowl e terminou na terceira posição na lista de jardas de passe de todos os tempos dos Vikings. Em 2024, Cousins assinou um contrato de quatro anos com os Falcons.

## Primeiros anos
Cousins é filho de Don Cousins, pastor sênior da Discovery Church em Orlando, e Maryann Cousins. Nascido em Barrington, Illinois, Cousins freqüentou a Holland Christian High School em Michigan, onde ele jogou Futebol americano, Beisebol e Basquete. Ele machucou o tornozelo em seu último ano e foi forçado a participar de treinamentos, a fim de impressionar as universidades. Cousins terminou sua carreira colegial com 3.204 jardas passadas, 40 touchdowns e 18 interceptações.
Após o colegial, Cousins estava programado para ir para Toledo ou Western Michigan, até Mark Dantonio se tornar o treinador da Universidade de Michigan em 2007. Depois que Dantonio não conseguiu assinar com seus principais alvos para quarterback, ele ofereceu uma bolsa de estudos para Cousins, que aceitou.
| Nome                                                              | Cidade natal | Escola               | Altura             | Peso           | 40‡  | Data         |
| ----------------------------------------------------------------- | ------------ | -------------------- | ------------------ | -------------- | ---- | ------------ |
| Kirk CousinsQB                                                    | Holland, MI  | Holland Christian HS | 6 ft 3 in (1.91 m) | 205 lb (93 kg) | 4.80 | Jan 19, 2007 |
| Rankings: Scout: 2/5 (QB) Rivals: 3/5 (QB)                        |              |                      |                    |                |      |              |
| - Nota: Em alguns casos se tem variações entre as medições Fonte: |              |                      |                    |                |      |              |

## Carreira universitária
Cousins não jogou na temporada de 2007. Em 2008, ele passou a temporada como o quarterback reserva de Brian Hoyer. Ele jogou em cinco jogos passando para um total de 310 jardas e dois touchdowns e uma interceptação.
Em 2009, ele competiu e ganhou o posto de quarterback titular contra Keith Nichol. Ele levou a Universidade de Michigan a uma campanha de 6 vitórias e 7 derrotas com 19 touchdowns, 9 interceptações e 2.680 jardas em 12 jogos.
Em 2010, ele levou a equipe a uma campanha de 11 vitórias e duas derrotas  e uma parte do título da Big Ten. Em 2011, eles tiveram uma campanha de 11 vitórias e 3 derrotas e se classificaram para a primeira final da Big Ten na história da universidade. Cousins foi nomeado pro Segundo-Time da Big Ten pelos treinadores e jogou seu último jogo na Universidade de Michigan em 2 de janeiro de 2012 derrotando a Universidade da Geórgia no Outback Bowl. Cousins ganhou o Prêmio Sênior CLASS 2011 da Lowes.

### Estatísticas
| Ano      | Time           | J  | Passando | Passando | Passando | Passando | Passando | Passando |
| Ano      | Time           | J  | Cmp      | Ten      | Pct      | Jds      | TD       | Int      |
| -------- | -------------- | -- | -------- | -------- | -------- | -------- | -------- | -------- |
| 2008     | Michigan State | 5  | 32       | 43       | 74,4%    | 310      | 2        | 1        |
| 2009     | Michigan State | 13 | 198      | 328      | 60,4%    | 2 680    | 19       | 9        |
| 2010     | Michigan State | 13 | 226      | 338      | 66,9%    | 2 825    | 20       | 10       |
| 2011     | Michigan State | 14 | 267      | 419      | 63,7%    | 3 316    | 25       | 10       |
| Carreira | Carreira       | 45 | 723      | 1 128    | 64,1%    | 9 131    | 66       | 30       |

## Carreira profissional

### Washington Redskins

#### Temporada de 2012

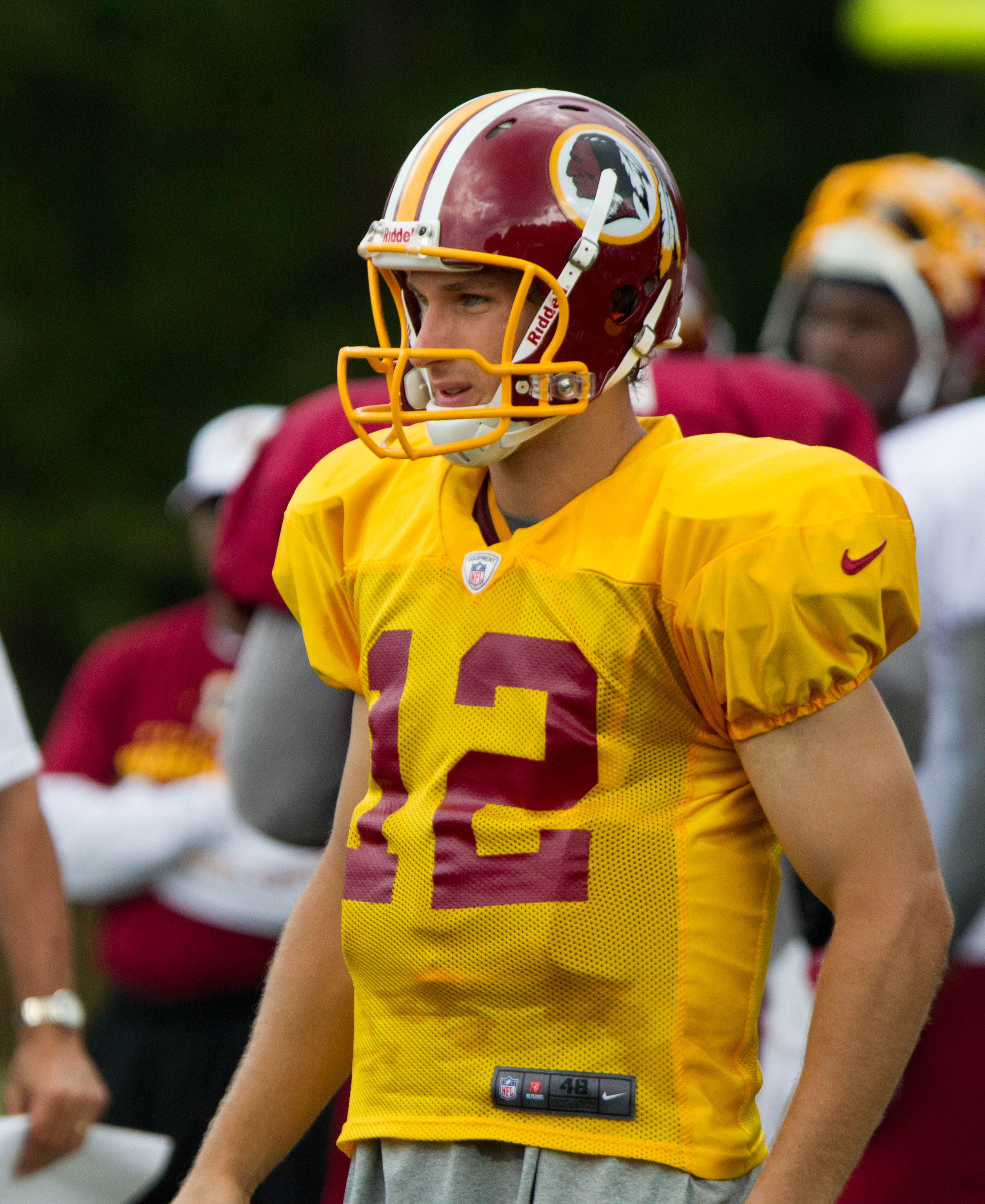
Cousins com os Redskins.

Cousins foi escolhido pelo Washington Redskins como a sétima escolha na quarta rodada do Draft da NFL de 2012, fazendo dele a 102ª escolha geral. A escolha surpreendeu muitos analistas, já que os Redskins haviam selecionado o vencedor do Heisman Trophy de 2011, Robert Griffin III, com a segunda escolha geral. Cousins foi visto como um seguro no caso de Griffin se machucar. Eles tiveram a mesma estratégia no Draft da NFL de 1994, quando a equipe selecionou Heath Shuler com a terceira escolha geral e mais tarde Gus Frerotte na sétima rodada. Cousins assinou oficialmente um contrato de quatro anos com os Redskins em 31 de maio de 2012.
No segundo jogo da pré-temporada contra o Chicago Bears, Cousins teve três passes para touchdown no quarto quarto, embora os Bears tenham vencido o jogo por 33 a 31. No quarto e último jogo da pré-temporada, contra o Tampa Bay Buccaneers, Cousins completou 15 passes para 222 jardas, enquanto os Redskins venceram por 30 a 3.
Cousins fez sua estréia na temporada regular no terceiro quarto de uma derrota na semana 5 para o Atlanta Falcons depois que Griffin sofreu uma concussão. Cousins teve seu primeiro passe para touchdown da carreira em um passe de 77 jardas para Santana Moss, mas teve duas interceptações nas duas últimas jogadas do jogo enquanto tentava empatar o jogo.
Seu segundo jogo na NFL veio na semana 14 contra o Baltimore Ravens. No último lance do jogo, com os Redskins perdendo por 8 pontos, Griffin sofreu uma lesão no joelho. Cousins fez 2 passes certos e terminou a campanha com um passe de touchdown de 11 jardas para Pierre Garçon com 29 segundos restantes. Na conversão de dois pontos, Cousins fez o touchdown para empatar o jogo. Na prorrogação, o cornerback novato Richard Crawford deu uma excelente posição de campo aos Redskins após um retorno de 64 jardas, a equipe venceu o jogo depois de um field goal.
Na semana seguinte, em 15 de dezembro de 2012, Cousins foi anunciado como o titular dos Redskins para o jogo da semana 15 contra o Cleveland Browns, marcando seu primeiro jogo como titular na carreira. Depois de um primeiro tempo lento, Cousins levou a equipe a 28 pontos no segundo tempo. Cousins completou 26 passes para 329 jardas com 2 passes para touchdown, levando os Redskins a vitória por 38 a 21. Mais tarde naquela semana, Cousins foi eleito o Novato da Semana da NFL, tornando-se o terceiro novato dos Redskins a receber a honra naquela temporada (depois de Griffin e Alfred Morris).
No geral, na temporada regular de 2012, Cousins jogou em três jogos tendo 466 jardas, quatro touchdowns e três interceptações.
Os Redskins qualificaram-se para os playoffs com uma campanha de dez vitórias em dezesseis jogos. No Wild Card (rodada de repescagem), eles enfrentaram o Seattle Seahawks. Na derrota por 24 a 14, Cousins entrou no final do quarto período em substituição a um Griffin machucado. Ele terminou o jogo com 3 passes para 31 jardas e foi incapaz de virar o jogo.

#### Temporada de 2013
Em 11 de dezembro de 2013, Cousins foi nomeado o quarterback titular com Rex Grossman sendo o reserva. Em uma derrota por 27 a 26 na semana 15 para o Atlanta Falcons, ele terminou com 29 passes para 381 jardas, três touchdowns e duas interceptações.
Cousins jogou em 5 jogos e registrou 854 jardas, 4 touchdowns e 7 interceptações.

#### Temporada de 2014
Em 2 de fevereiro de 2014, Cousins declarou que estava aberto a uma negociação com os Redskins.
Em março, Cousins anunciou que daria a camisa #12 ao novo companheiro de equipe Andre Roberts em troca de uma doação de US$ 12.000 para o Kirk Cousins Football Camp. Cousins, em seguida, passou a usar a camisa #8, um número que ele usou em toda a sua vida.
Durante a semana 2 contra o Jacksonville Jaguars, Cousins substituiu Griffin que teve uma lesão no tornozelo. Ele terminou o jogo com 250 jardas e dois touchdowns em uma vitória por 41 a 10. Na semana 3 contra o Philadelphia Eagles, Cousins foi titular e teve 427 jardas, o primeiro jogo que ele teve mais de 400 jardas. Washington perdeu por 34 a 37 para os Eagles.
Na semana 4 contra o New York Giants, Cousins teve uma má exibição, tendo um touchdown, quatro interceptações e um fumble perdido. Os Redskins perderam por 45 a 14 com um total de 6 turnovers.
Na semana 5, contra o atual campeão do Super Bowl, Seattle Seahawks, Cousins mostrou progresso tendo dois touchdowns. Apesar do sólido desempenho de Cousins, os Redskins perderam o jogo por 27 a 17. Após um fraco desempenho no primeiro tempo do jogo da semana 7 contra o Tennessee Titans, ele foi substituído no intervalo pelo quarterback reserva Colt McCoy e não jogou mais no restante da temporada.

#### Temporada de 2015

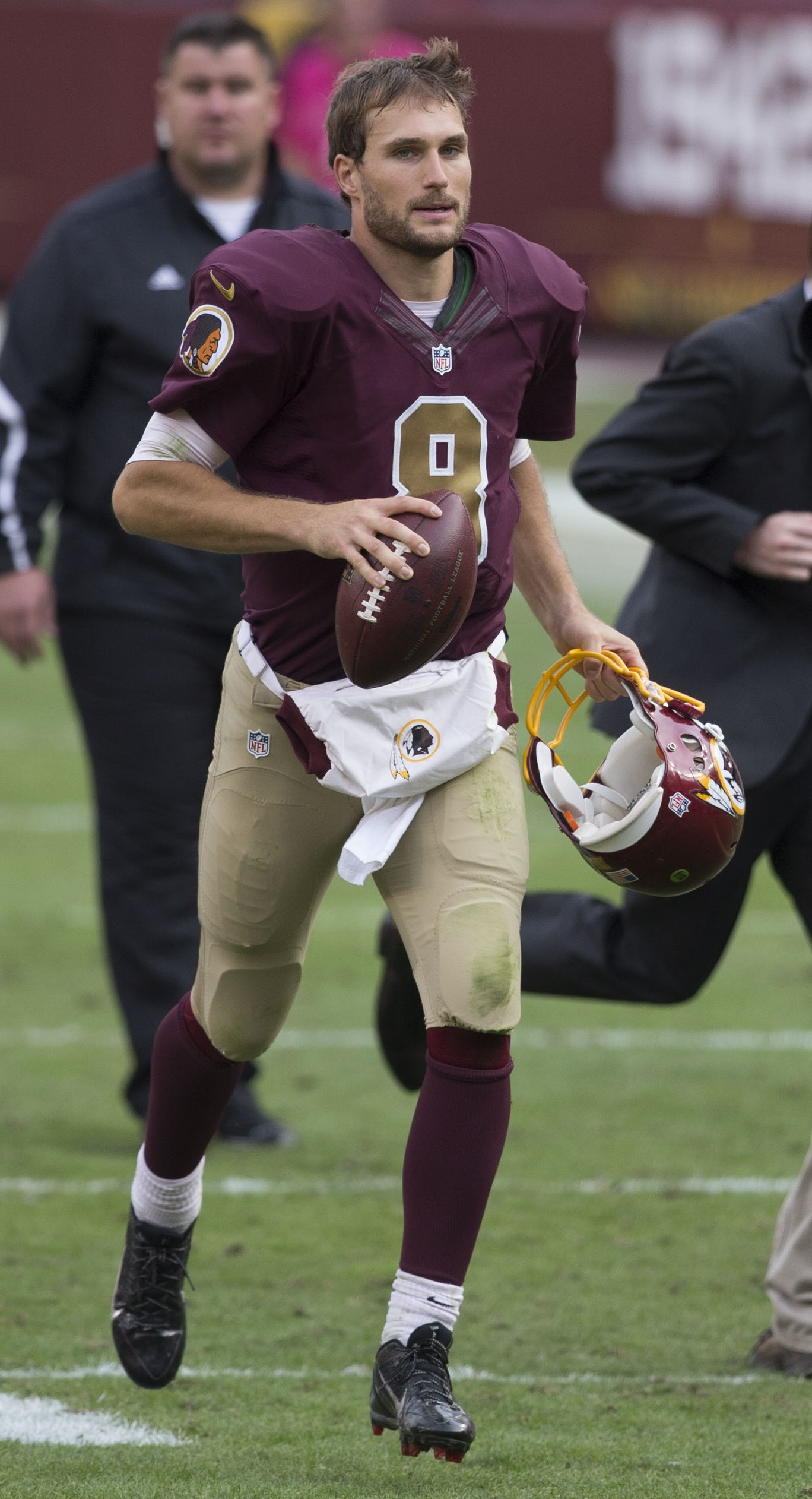
Kirk Cousins em 2015.

Em 31 de agosto de 2015, Cousins foi nomeado o quarterback titular. Em 4 de outubro, Cousins liderou uma campanha de 90 jardas contra o Philadelphia Eagles que terminou com um passe para touchdown de Pierre Garçon para vencer o jogo nos últimos minutos por 23 a 20.
Em 25 de outubro, Cousins ajudou a liderar os Redskins para a maior virada na história da franquia. Depois de perder por 24-0 no segundo quarto contra o Tampa Bay Buccaneers, Cousins terminou com 317 jardas e quatro touchdowns totais, três passando e um correndo. Ao entrar no vestiário após o jogo, Cousins foi pego na câmera gritando "Você gosta disso?" para repórteres, que mais tarde se tornaram um slogan usado por Cousins, seus companheiros de equipe e fãs durante o resto da temporada. Cousins e seu irmão Kyle se comprometeram a registrar a frase e começaram a vender camisas com o slogan para arrecadar dinheiro para uma organização de caridade.
Contra o New Orleans Saints em 15 de novembro, Cousins teve quatro touchdowns, além de ter um rating perfeito de 158.3, fazendo dele o primeiro quarterback dos Redskins desde 1950 a fazer isso com pelo menos 20 tentativas. Contra o Buffalo Bills em 20 de dezembro, Cousins passou por quatro touchdowns e correu para outro em uma vitória dos Redskins.
Na semana seguinte, contra o Philadelphia Eagles, Cousins teve quatro passes para touchdowns. O desempenho levou à vitória dos Redskins por 38 a 24, o que permitiu que a equipe vencesse o título da NFC East pela primeira vez desde 2012.
Cousins terminou a temporada de 2015 com o maior percentual de conclusão de passe (74,7) em jogos em casa na história da NFL, com um mínimo de 100 tentativas, levando os Redskins a uma campanha de 6 vitórias em oito jogos em casa. Ele também se tornou o primeiro quarterback dos Redskins desde Sonny Jurgensen em 1970 a ter pelo menos quatro touchdowns em três ou mais jogos em uma temporada. Contra o Dallas Cowboys em 3 de janeiro de 2016, ele estabeleceu o recorde de jardas passadas dos Redskins com 4.166, passando Jay Schroeder, que teve 4.109 em 1986. Ele também terminou a temporada com 29 touchdowns, segunda melhor marca na história dos Redskins atrás de Sonny Jurgensen que teve 31 em 1967.
Contra o Green Bay Packers no Wild Card em 10 de janeiro de 2016, Cousins completou 29 passes para 329 jardas e dois touchdowns além de ser sacado seis vezes e ter sofrido um fumble. Os Redskins perderam por 35 a 18, terminando a sua temporada. Ele foi classificado como 85° por seus companheiros jogadores na lista de 100 Melhores Jogadores da NFL de 2016.

#### Temporada de 2016
Cousins foi definido para se tornar um agente livre irrestrito na offseason de 2016, mas o Redskins usou a franchise tag nele em 1 de março de 2016. A tag agiu como um contrato de US$ 20 milhões, que impediu que outras equipes da liga assinassem com ele.
Durante o jogo da Semana 8 contra o Cincinnati Bengals no Estádio de Wembley, Cousins teve 458 jardas, quando o jogo terminou em um empate de 27 a 27. Como o jogo terminou em empate, também marcou a primeira vez que um jogo realizado em Londres foi para a prorrogação.

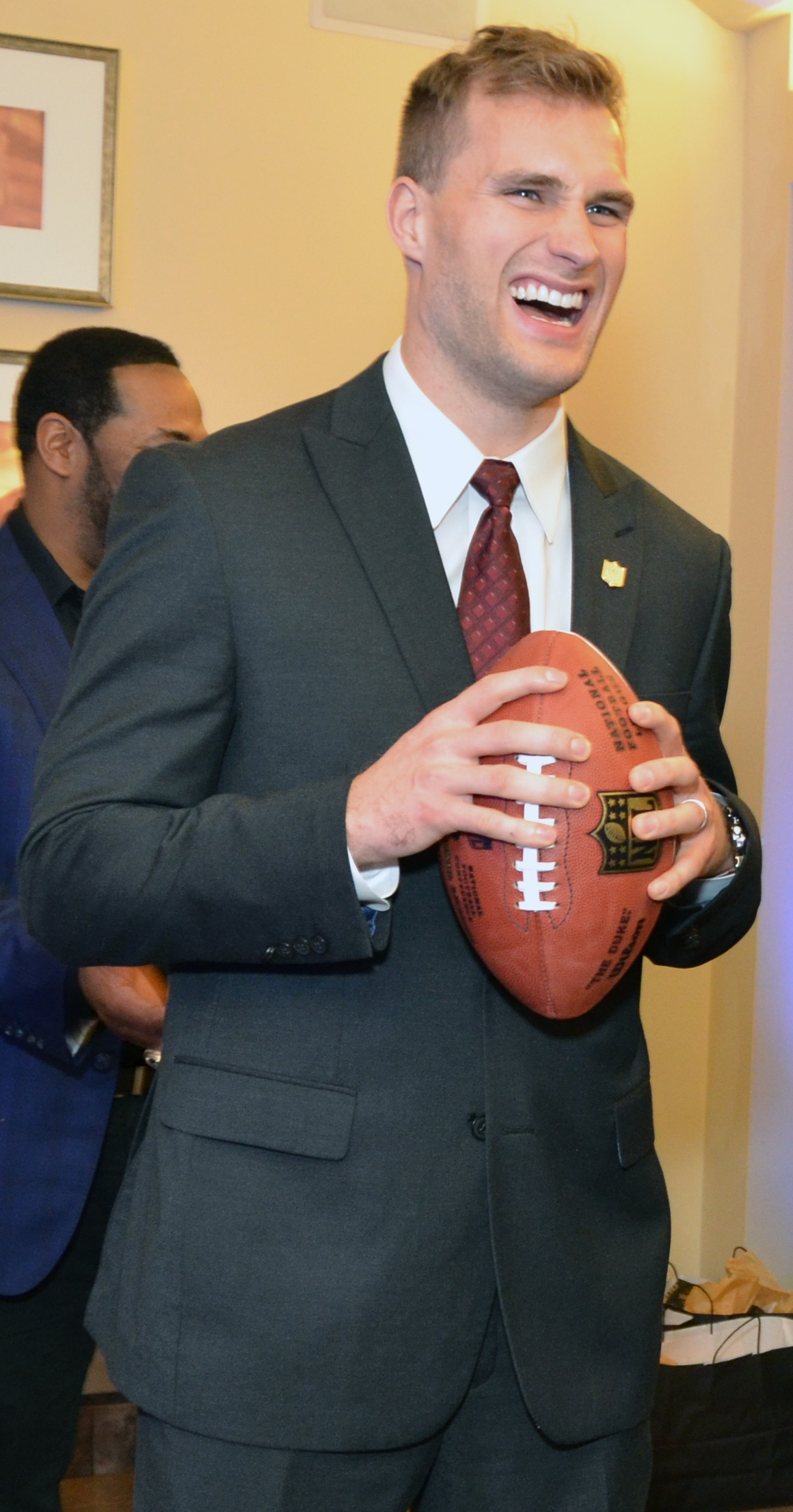
Cousins em 2016.

Em um jogo da semana 11 contra o Green Bay Packers, Cousins teve 375 jardas, juntamente com três touchdowns, o que lhe valeu seu terceiro prêmio de Jogador Ofensivo da Semana da NFC. Após o jogo, Cousins foi pego perguntando ao gerente geral do Redskins, Scot McCloughan, "Você gosta de mim agora?" que muitos na mídia acreditavam que Cousins estava falando sobre preocupações com seu contrato de longo prazo potencialmente lucrativo com a equipe na próxima temporada.
Em uma derrota no Dia de ação de graças contra o Dallas Cowboys, Cousins completou 41 passes para 449 jardas com três touchdowns e nenhuma interceptação, colocando-o em segundo lugar na lista de mais jardas passadas em um Dia de Ação de Graças na história da NFL. Por suas realizações no mês de novembro, Cousins ganhou o prêmio de Jogador Ofensivo do Mês da NFC, seu segundo prêmio.
Na semana 16 contra o Chicago Bears, Cousins teve dois touchdowns na vitória por 41 a 21. Apesar de não ir para os playoffs, Cousins levou o time a uma campanha de 8–7–1, e terminou a temporada com 4.917 jardas passadas, o terceiro maior número na NFL atrás de Drew Brees e Matt Ryan, quebrando vários recordes pessoais e da equipe.
Devido ao seu desempenho na temporada, Cousins foi nomeado para seu primeiro Pro Bowl, substituindo o quarterback do Atlanta Falcons, Matt Ryan, que não pôde participar do jogo por causa da aparição dos Falcons no Super Bowl LI. Cousins também foi classificado em 70º por seus companheiros na lista de 100 Melhores Jogadores da NFL de 2017.

#### Temporada de 2017

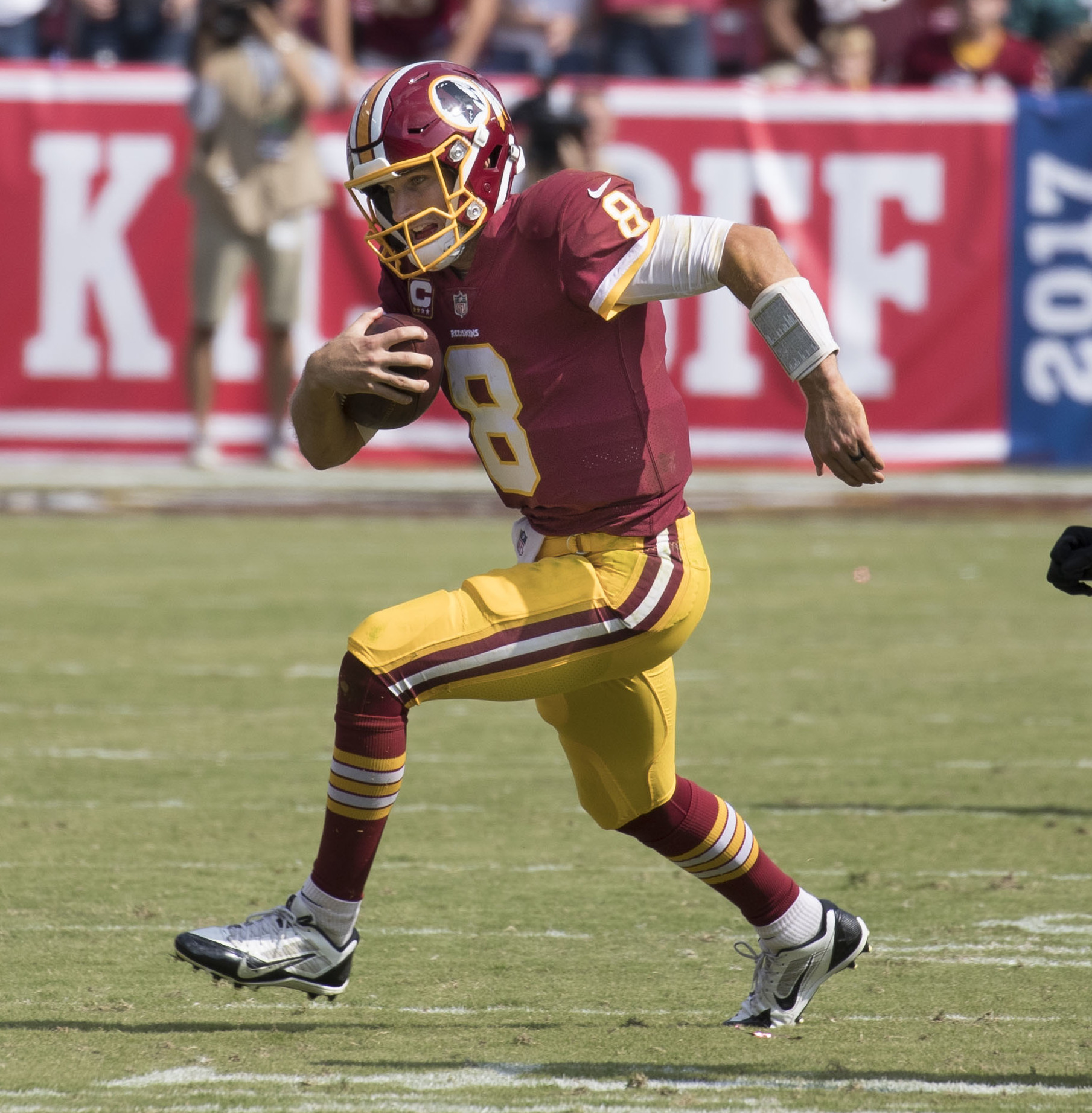
Cousins no seu último ano em Washington.

Novamente definido para se tornar um agente livre irrestrito na entressafra, Cousins e a equipe tentaram chegar a um acordo de longo prazo, mas só chegaram a um acordo sobre outra franchise tag em 28 de fevereiro de 2017, tornando-se o primeiro quarterback na história da NFL a ser franchise tag em anos consecutivos.
Em uma vitória na semana 3 sobre o Oakland Raiders no Sunday Night Football, Cousins teve 25 passes para 365 jardas e três touchdowns, ganhando seu quarto prêmio de Jogador Ofensivo da Semana da NFC de sua carreira. Na semana 10, contra o Minnesota Vikings, Cousins teve dois touchdowns na derrota por 38 a 30.
No geral, na temporada de 2017, Cousins e os Redskins terminaram com uma campanha de 7 vitórias e 9 derrotas, e não foram para os playoffs. Ele terminou a temporada com 347 passes para 4.093 jardas, 27 touchdowns e 13 interceptações. A temporada de 2017 marcou sua terceira temporada consecutiva com pelo menos 4.000 jardas. Ele também correu 49 vezes para 179 jardas e quatro touchdowns. Ele foi classificado em 94º por seus companheiros na lista de 100 Melhores Jogadores da NFL de 2018.

### Minnesota Vikings

#### Temporada de 2018
Em 15 de março de 2018, Cousins assinou com o Minnesota Vikings um contrato de três anos totalmente garantido no valor de US$ 84 milhões. Este é o primeiro totalmente garantido e, a partir da assinatura, o contrato de maior pagamento na história da NFL.
Em sua estreia nos Vikings na abertura da temporada contra o San Francisco 49ers, ele teve 244 jardas e dois touchdowns na vitória por 24 a 16. Durante a semana 2 contra o Green Bay Packers, Cousins terminou com 425 jardas, quatro touchdowns e uma interceptação quando o jogo terminou empatado por 29 a 29. Na semana 4, em uma derrota por 38 a 31 para o Los Angeles Rams no Thursday Night Football, ele teve 422 jardas e três touchdowns.
Apesar do forte início estatístico da temporada de Cousins, a inconsistência no ataque e na equipe técnica acabaria afetando a temporada. Com os Vikings com uma campanha de 6 vitórias, 5 derrotas e 1 empate, eles foram para a semana 14 contra o Seattle Seahawks, ainda buscando uma vaga nos playoffs. No entanto, uma derrota por 21 a 7 no Monday Night Football resultou na demissão do coordenador ofensivo John DeFilippo. Os Vikings venceram seus próximos dois jogos contra o Miami Dolphins e o Detroit Lions com Cousins tendo cinco touchdowns e uma interceptação. No final da temporada regular contra o Chicago Bears, os Vikings iriam para os playoffs se vencessem. No entanto, os Vikings perderam por 24 a 10 com Cousins tendo 132 jardas e um touchdown.
Cousins terminou sua primeira temporada com os Vikings com 4.298 jardas, 30 touchdowns e 10 interceptações.

#### Temporada de 2019

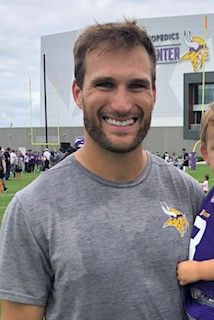
Cousins em 2019.

Durante o jogo de abertura da temporada contra os Falcons, Cousins completou 8 de 10 passes para 98 jardas e um touchdown na vitória por 28 a 12. No próximo jogo contra os Packers, ele completou 14 passes para 230 jardas com um touchdown e duas interceptações na derrota por 21 a 16 fora de casa. Na semana seguinte contra os Raiders, Cousins completou 15 passes para 174 jardas, incluindo um passe de touchdown de 35 jardas, na vitória por 34 a 14. Na Semana 4, contra os Bears, ele teve dois fumbles e nenhum passe de touchdown, mas ainda passou 27 vezes para 233 jardas na derrota por 16 a 6 fora de casa. No próximo jogo, contra os Giants, Cousins completou 22 passes para 306 jardas e dois touchdowns na vitória por 28 a 10 fora de casa. Na semana seguinte contra os Eagles, ele lançou para 333 jardas, quatro touchdowns e uma interceptação na vitória por 38 a 20. Durante a Semana 7 contra os Lions, Cousins passou para 337 jardas e quatro touchdowns na vitória por 42 a 30 fora de casa. Ele foi nomeado Jogador Ofensivo da NFC do Mês de outubro.
Durante a Semana 11 contra os Broncos, Cousins lançou para 319 jardas e três touchdowns, enquanto os Vikings superaram um déficit de 20 pontos no primeiro tempo e venceram por 27 a 23. Duas semanas depois, contra os Seahawks no Monday Night Football, ele lançou para 276 jardas, dois touchdowns e uma interceptação na derrota por 37 a 30 fora de casa, estendendo a performance de Cousins nas segundas-feiras para oito derrotas em oito jogos. Durante a Semana 16 contra os Packers novamente no Monday Night Football, Cousins lançou para 122 jardas, um touchdown e uma interceptação na derrota por 23 a 10. Os Packers garantiram o título da divisão NFC Norte com a vitória. Isso também estendeu o a performance de Cousins no Monday Night Football para nove derrotas em nove partidas. Com a posição dos Vikings nos playoffs definida, Cousins não jogou na última partida da temporada regular contra os Bears. Ele terminou a temporada de 2019 com 3 603 jardas de passes, 26 touchdowns de passes e seis interceptações, além de 63 jardas terrestres e um touchdown. Cousins também foi nomeado para o seu segundo Pro Bowl na carreira.
No Wild Card da NFC contra os Saints, Cousins lançou para 242 jardas e o touchdown da vitória para o tight end Kyle Rudolph na prorrogação durante a vitória por 26 a 20 fora de casa. No Divisional Round contra os 49ers, Cousins lançou para 172 jardas, um touchdown e uma interceptação na derrota por 27 a 10 fora de casa. Ele foi classificado em 58º lugar por seus colegas jogadores no NFL Top 100 Players de 2020.

#### Temporada de 2020
Em 18 de março de 2020, Cousins assinou uma extensão de contrato de dois anos no valor de US$ 66 milhões com os Vikings.
Durante a Semana 2 contra os Indianapolis Colts, Cousins lançou para 113 jardas e três interceptações durante a derrota por 28 a 11 fora de casa. Ele terminou o jogo com uma quarterback rating de 15,9, a terceira marca mais baixa na história da franquia dos Vikings. Na Semana 3 contra os Titans, Cousins teve uma atuação muito melhor, lançando para 251 jardas, três touchdowns e duas interceptações durante a estreita derrota por 31–30. Na semana seguinte contra os Houston Texans, Cousins lançou para 260 jardas e um touchdown durante a vitória por 31 a 23 fora de casa, a primeira vitória dos Vikings na temporada. Duas semanas depois, contra os Falcons, Cousins lançou para 343 jardas, três touchdowns e três interceptações durante a derrota por 40 a 23. Ele lançou todas as três interceptações no primeiro tempo do jogo. Três semanas depois contra os Lions, ele lançou para 220 jardas e três touchdowns em apenas 13 conclusões durante a vitória por 34 a 20.
Na Semana 10 contra os Bears no Monday Night Football, Cousins lançou para 292 jardas, dois touchdowns e uma interceptação na vitória por 19 a 13 fora de casa. Esta foi a primeira vitória de Cousins no Monday Night Football depois de anteriormente ter uma performance de nove derrotas em nove jogos em sua carreira. Durante a Semana 11 contra os Cowboys, Cousins lançou para 318 jardas e três touchdowns durante a derrota por 31 a 28. No próximo jogo contra os Carolina Panthers, ele lançou para 307 jardas e três touchdowns na estreita vitória por 28 a 27. Esta foi a quarta partida consecutiva de Cousins com um passer rating acima de 100. Ele foi nomeado Jogador Ofensivo da NFC da Semana por sua atuação. Na semana seguinte contra os Jaguars, Cousins lançou para 305 jardas, três touchdowns e uma interceptação na vitória por 27 a 24 na prorrogação. Três semanas depois, contra os Saints no Dia de Natal, ele lançou para 291 jardas e três touchdowns durante a derrota por 33 a 52 fora de casa, eliminando os Vikings da disputa pelos playoffs. Na última partida da temporada regular contra os Lions, Cousins lançou para 405 jardas e três touchdowns e correu para outro durante a vitória por 37 a 35 fora de casa. Ele foi nomeado Jogador Ofensivo da NFC da Semana por sua atuação.
Cousins terminou a temporada com 4 265 jardas de passes, 35 touchdowns lançados e 13 interceptações, além de 156 jardas terrestres e um touchdown terrestre.

#### Temporada de 2021
Cousins começou a temporada de 2021 com 351 jardas de passes e dois touchdowns em uma derrota por 27 a 24 na prorrogação fora de casa para os Bengals. Na Semana 11 contra os Packers, Cousins completou 24 passes de 35 tentativas com 341 jardas de passes e três touchdowns em uma vitória por 34 a 31. Na Semana 13 contra os Lions, Cousins acertou 30 de 40 passes para 340 jardas com dois touchdowns em uma derrota por 27 a 29.
Cousins gerou controvérsia por sua decisão de não receber a vacina contra a COVID-19, embora concordasse em seguir os protocolos da NFL. Em resposta aos seus comentários, que se basearam em uma decisão pessoal, o Holland Hospital, com quem Cousins havia atuado como porta-voz, anunciou que estavam encerrando o papel de Cousins por tempo indeterminado. Antes da Semana 17, Cousins foi colocado na lista de reservas da COVID-19 e descartado para o jogo contra os Packers. Eles perderam por 37 a 10, eliminando-os da disputa pelos playoffs.
Cousins encerrou a temporada com 4 221 jardas de passes, 33 touchdowns e sete interceptações, além de 115 jardas terrestres e um touchdown. Ele foi indicado para seu terceiro Pro Bowl da carreira. Ele foi classificado em 99º lugar por seus colegas no NFL Top 100 Players de 2022.

#### Temporada de 2022

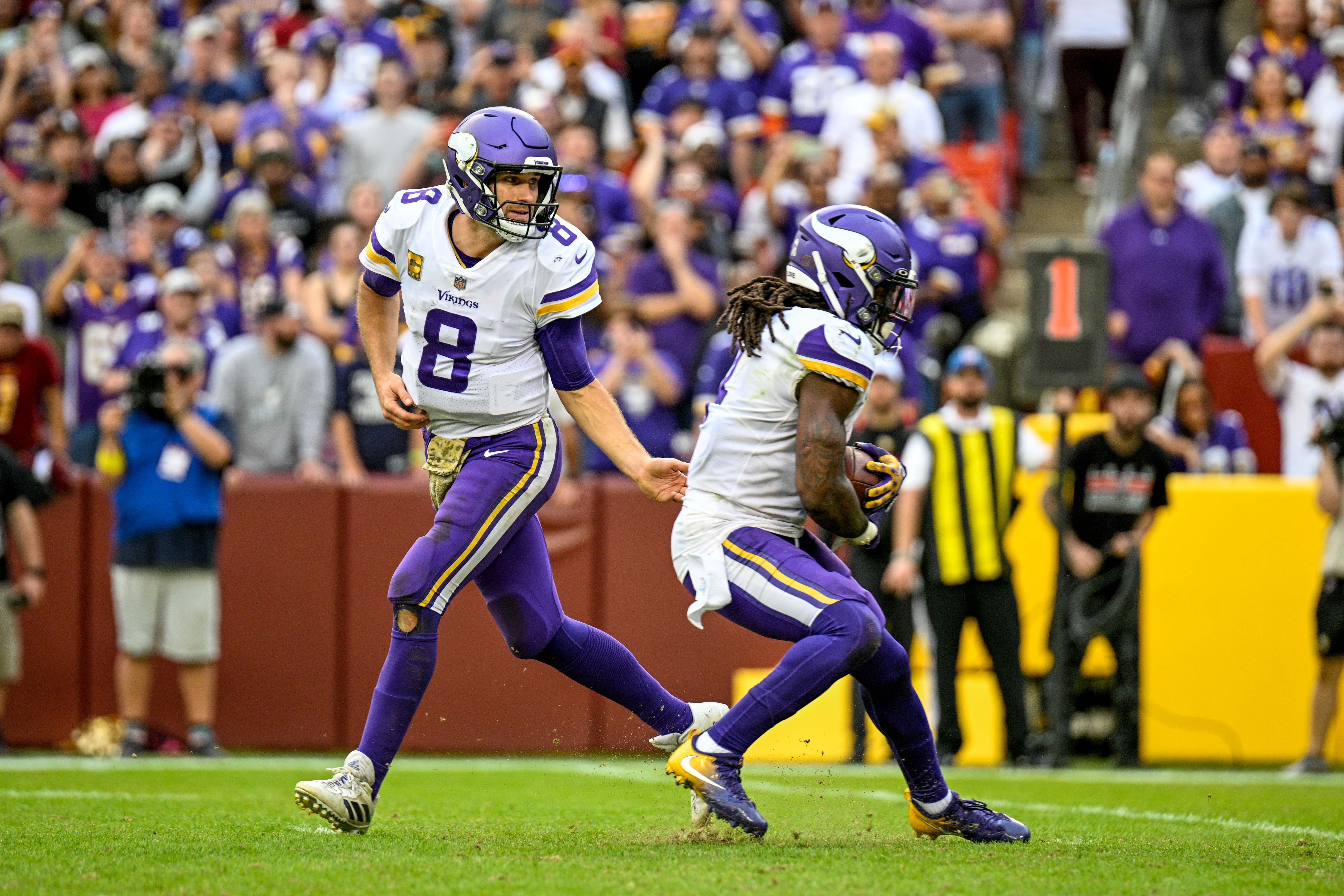
Cousins entregando a bola para Dalvin Cook em 2022

Em 13 de março de 2022, Cousins assinou uma extensão de contrato totalmente garantida de um ano no valor de US$ 35 milhões de dólares, estendendo sua permanência em Minnesota até a temporada de 2023. Na abertura da temporada contra os Packers, Cousins lançou 23 de 32 passes para 277 jardas com dois touchdowns e um rating de passador de 118,9 na vitória por 23 a 7. Na semana seguinte, contra os Eagles no Monday Night Football, Cousins completou 27 passes de 46 tentativas para 221 jardas com um touchdown e três interceptações em uma derrota por 7 a 24. Na Semana 5 contra os Bears, Cousins completou um passe para touchdown de um jarda para Jalen Reagor, marcando sua 19ª conclusão consecutiva (17 no início do jogo e 2 desde a Semana 4 contra os Saints). O feito quebrou o recorde da equipe de Tommy Kramer de dezesseis passes completados consecutivos, estabelecido durante a temporada de 1979. Na Semana 6 contra os Dolphins, Cousins lançou para 175 jardas e dois touchdowns em uma vitória por 24 a 16.
Na semana seguinte de folga, Cousins completou 24 de 36 passes para 232 jardas e dois touchdowns na vitória por 34 a 26 contra o Arizona Cardinals. Na Semana 10 contra os Bills, Cousins completou 30 de 50 passes para 357 jardas com um passe para touchdown e duas interceptações na vitória por 33 a 30 na prorrogação. Na Semana 14, contra os Lions, Cousins lançou para 425 jardas e dois touchdowns na derrota por 34 a 23.
Em uma partida da semana 15 contra os Colts, Cousins completou 34 de 54 passes para um recorde pessoal de 460 jardas, quatro touchdowns e duas interceptações com um rating de passador de 99,3 na vitória por 39 a 36 na prorrogação, destacada pelos Vikings completando a maior virada na história da NFL. Com a vitória, os Vikings também conquistaram o NFC North pela primeira vez desde 2017. Por isso, Cousins foi nomeado Jogador Ofensivo da NFC da Semana 15. Na semana seguinte, em um confronto de véspera de Natal contra os Giants em casa, Cousins completou 34 passes para 299 jardas e três touchdowns em uma vitória por 27 a 24, na qual ele orquestrou uma última campanha que culminou no kicker Greg Joseph acertando o field goal mais longo da história dos Vikings, uma tentativa de 61 jardas, para derrotar os Giants. Suas oito campanhas vencedoras lideraram a NFL na temporada de 2022 e empataram o recorde da NFL (desde 1960) para uma única temporada com a temporada de 2016 de Matthew Stafford. Ele foi nomeado Pro Bowler por sua temporada de 2022.
Para a temporada de 2022, Cousins terminou com 4.547 jardas de passe, 29 touchdowns e 14 interceptações, além de dois touchdowns corridos. Ele iniciou todos os 17 jogos da equipe, levando-os a uma campanha de de 13 vitórias e 4 derrotas, ao lado de um título da NFC North. Classificado em terceiro, os Vikings enfrentaram os Giants, classificados em sexto, na rodada de Wild Card (repescagem), em 15 de janeiro de 2023. Jogando em casa, Cousins teve um bom desempenho individual, completando 31 de 39 passes para 273 jardas, dois touchdowns e nenhuma interceptação, além de um touchdown corrido. Seus dois passes para touchdown foram para K. J. Osborn e Irv Smith Jr. Apesar de seus esforços, a defesa dos Vikings foi impedida por um ataque dos Giants liderado por Daniel Jones, que passou para mais de 300 jardas e dois touchdowns, com mais 78 jardas corridas, derrotando os Vikings por 31 a 24.

#### Temporada de 2023
No jogo de abertura da temporada contra os Buccaneers, Cousins completou 33 passes de 44 tentativas de passe para 344 jardas, dois touchdowns para Jordan Addison e uma interceptação em uma derrota por 20 a 17. Na Semana 2 contra os Eagles no Thursday Night Football, Cousins lançou para 364 jardas e quatro touchdowns, dois para T.J. Hockenson, em uma derrota por 28 a 34. Contra os Los Angeles Chargers na Semana 3, Cousins completou 32 de 50 passes para 367 jardas, três touchdowns e uma interceptação tardia na end zone que selou uma derrota por 28 a 24.
Na semana seguinte contra os Panthers, Cousins superou duas interceptações, incluindo um retorno de 99 jardas para touchdown e lançou dois passes para touchdown para Justin Jefferson em uma vitória por 21 a 13. Contra o atual campeão do Super Bowl, Kansas City Chiefs, na Semana 5, Cousins completou 29 passes de 47 tentativas para 284 jardas e dois touchdowns em uma derrota por 27 a 20. Na Semana 6, Cousins acertou 21 de 31 passes para 181 jardas e um passe de touchdown de 10 jardas para Jordan Addison, vencendo os Bears por 19 a 13. Na Semana 7 contra os 49ers no Monday Night Football, Cousins não sofreu sacks e completou 35 passes de 45 tentativas para 378 jardas, dois touchdowns e uma interceptação em uma vitória por 17 a 22.
Durante o jogo de 29 de outubro de 2023, contra os Packers na Semana 8, Cousins lançou dois touchdowns antes de sofrer uma lesão no tendão de Aquiles que encerrou sua temporada durante o quarto quarto. Em 31 de outubro de 2023, ele foi colocado na lista de reserva de machucados devido à lesão.

### Atlanta Falcons

#### Temporada de 2024
Em 13 de março de 2024, Cousins assinou um contrato de quatro anos valendo US$ 180 milhões de dólares com o Atlanta Falcons.

## Estatísticas
| Legenda | Legenda                  |
| ------- | ------------------------ |
|         | Liderou a liga           |
| Negrito | Melhor marca da carreira |

### Temporada regular
| Ano      | Time     | Jogos | Jogos | Passando | Passando | Passando | Passando | Passando | Passando | Passando | Passando | Correndo | Correndo | Correndo | Correndo | Sacks | Sacks  | Fumbles | Fumbles  |
| Ano      | Time     | JD    | JT    | Comp     | Ten      | Pct      | Jardas   | Média    | TD       | Int      | Rtg      | Ten      | Jardas   | Média    | TD       | Sck   | Jardas | Fum     | Perdidos |
| -------- | -------- | ----- | ----- | -------- | -------- | -------- | -------- | -------- | -------- | -------- | -------- | -------- | -------- | -------- | -------- | ----- | ------ | ------- | -------- |
| 2012     | WAS      | 3     | 1     | 33       | 48       | 68,8%    | 466      | 9,7      | 4        | 3        | 101,6    | 3        | 22       | 7,3      | 0        | 3     | 27     | 1       | 0        |
| 2013     | WAS      | 5     | 3     | 81       | 155      | 52,3%    | 854      | 5,5      | 4        | 7        | 58,4     | 4        | 14       | 3,5      | 0        | 5     | 32     | 3       | 3        |
| 2014     | WAS      | 6     | 5     | 126      | 204      | 61,8%    | 1 710    | 8,4      | 10       | 9        | 86,4     | 7        | 20       | 2,9      | 0        | 8     | 70     | 2       | 0        |
| 2015     | WAS      | 16    | 16    | 379      | 543      | 69,8%    | 4 166    | 7,7      | 29       | 11       | 101,6    | 26       | 48       | 1,8      | 5        | 26    | 186    | 9       | 4        |
| 2016     | WAS      | 16    | 16    | 406      | 606      | 67%      | 4 917    | 8,1      | 25       | 12       | 97,2     | 34       | 96       | 2,8      | 4        | 23    | 190    | 9       | 4        |
| 2017     | WAS      | 16    | 16    | 347      | 540      | 64,3%    | 4 093    | 7,6      | 27       | 13       | 93,9     | 49       | 179      | 3,7      | 4        | 41    | 342    | 13      | 5        |
| 2018     | MIN      | 16    | 16    | 425      | 606      | 70,1%    | 4 298    | 7,1      | 30       | 10       | 99,7     | 44       | 123      | 2,8      | 1        | 40    | 262    | 9       | 7        |
| 2019     | MIN      | 15    | 15    | 307      | 444      | 69,1%    | 3 603    | 8,1      | 26       | 6        | 107,4    | 31       | 63       | 2,0      | 1        | 28    | 206    | 10      | 3        |
| 2020     | MIN      | 16    | 16    | 349      | 516      | 67,6%    | 4 265    | 8,3      | 35       | 13       | 105,0    | 32       | 156      | 4,9      | 1        | 39    | 256    | 9       | 5        |
| 2021     | MIN      | 16    | 16    | 372      | 561      | 66,3%    | 4 221    | 8,8      | 33       | 7        | 102,4    | 29       | 115      | 3,9      | 1        | 28    | 174    | 11      | 2        |
| 2022     | MIN      | 17    | 17    | 424      | 643      | 65,9%    | 4 547    | 7,1      | 29       | 14       | 92,5     | 31       | 97       | 3,1      | 2        | 46    | 329    | 7       | 3        |
| 2023     | MIN      | 8     | 8     | 216      | 311      | 69,5%    | 2 331    | 7,5      | 18       | 5        | 103,8    | 14       | 25       | 1,8      | 0        | 17    | 110    | 7       | 4        |
| 2024     | ATL      | 14    | 14    | 303      | 453      | 66,9%    | 3 508    | 7,7      | 18       | 16       | 88,6     | 23       | 0        | 0,0      | 0        | 28    | 201    | 13      | 2        |
| Carreira | Carreira | 164   | 159   | 3 768    | 5 630    | 66,9%    | 42 979   | 7,6      | 288      | 126      | 97,4     | 327      | 958      | 2,9      | 19       | 332   | 2 408  | 104     | 41       |

### Recordes

#### Redskins (atual Commanders)
- Mais jogos com 300 jardas passadas em uma temporada (6)
- Mais jogos com 300 jardas passadas na carreira (24)[107]
- Mais passes completados em uma temporada regular (406)[107]
- Mais passes consecutivos sem interceptação em casa (232)
- Mais jogos com 400 jardas passadas na carreira (3)[107]
- Mais temporadas com 4,000 jardas passadas na carreira (3)[108]

## Vida pessoal
Cousins casou com Julie Hampton em 28 de junho de 2014, em Atlanta, Geórgia.
Durante seu tempo com os Redskins, Cousins ganhou o apelido de "Capitão Kirk" da mídia por sua presença como líder, fazendo referência a um personagem de Star Trek.
Cousins também apareceu em vários comerciais com a Easterns Motors, uma revendedora local de carros usados, com os antigos colegas de equipe, Josh Norman e Ryan Kerrigan.